# Klemen Prepelič
Klemen Prepelič (* 20. Oktober 1992 in Maribor) ist ein slowenischer Basketballspieler. Der slowenische Nationalspieler spielte unter anderem bei Real Madrid und in der Bundesliga-Saison 2015/16 bei den EWE Baskets Oldenburg. 2017 wurde er Europameister.

## Karriere
Prepelič bestritt seine ersten Spiele im Erwachsenenbereich bei Branik Maribor, bevor er nach der U18-Europameisterschaftsendrunde im Sommer 2010, bei der er mit der slowenischen Jugendnationalmannschaft teilnahm und einen zehnten Platz erreichte, zum KK Helios nach Domžale wechselte. In der Saison 2010/11 verlor der frühere Meister von 2007 das Endspiel im Pokalwettbewerb deutlich gegen Rekordmeister und Titelverteidiger Union Olimpija und scheiterte anschließend nur knapp im direkten Vergleich gegen diesen Gegner am Einzug in die Finalserie um die Meisterschaft. Nachdem Meister KK Krka und Union Olimpija das Final Four der Adriatischen Basketballliga (ABA) 2010/11 erreicht hatten, nahm KK Helios als eine von zwei weiteren slowenischen Mannschaften in der ABA-Liga 2011/12 nach einjähriger Abstinenz zum siebten Mal an diesem Regionalwettbewerb teil. Man erreichte jedoch nur den vorletzten Platz vor dem slowenischen Konkurrenten KK Zlatorog Laško. In der slowenischen Meisterschaft versperrte erneut Union Olimpija unter anderem mit dem späteren Bundesliga-Spieler Deon Thompson Helios in der Play-off-Halbfinalserie den Einzug in die Finalserie. Bei der U20-EM-Endrunde vor heimischem Publikum erreichte die slowenische Juniorenauswahl mit Prepelič als bestem Korbschützen der Slowenen ungeschlagen das Viertelfinale, das dann jedoch deutlich gegen den späteren Zweiten Frankreich verloren ging. Prepelič verpasste wegen einer Verletzung die folgenden beiden Platzierungsspiele, bei denen Slowenien nach einer Niederlage gegen Deutschland und einem Sieg gegen Griechenland schließlich den siebten Platz erreichte; er wurde aber als einziger Nicht-Medaillengewinner trotzdem in das „All-Tournament-Team“ berufen.
Zur Saison 2012/13 wechselte Prepelič wie Alen Omić, sein Mannschaftskamerad aus der Juniorenauswahl, zum Rekord- und damaligen Vizemeister KK Union Olimpija in die Hauptstadt Ljubljana. Im höchstrangigen europäischen Vereinswettbewerb EuroLeague 2012/13 schied man nach nur drei Siegen in zehn Spielen nach der Vorrunde aus. In der ABA-Liga 2012/13 erreichte man zumindest vor Meister KK Krka den achten Platz, während man den Titelgewinn im slowenischen Pokalwettbewerb 2013 verteidigte. Doch in der Play-off-Finalserie der Meisterschaft unterlag man wie auch in der folgenden Saison zum vierten Mal in Folge erneut dem KK Krka.
Zur Saison 2013/14 wechselte Prepelič in die Türkiye Basketbol Ligi zum Banvit BK nach Bandırma. Im Eurocup 2013/14 ließ man in der Zwischenrunde in einer Gruppe mit KK Olimpija Prepelič’ früheren Verein hinter sich, doch scheiterte zum dritten Mal in Folge am Einzug in die K.-o.-Runden in diesem Wettbewerb. In der türkischen Meisterschaft spielte die Mannschaft um den früheren Bundesliga-Profi E. J. Rowland stark auf und erreichte nach nur zwei Saisonniederlagen den ersten Platz nach der Hauptrunde, doch in der Play-off-Halbfinalserie scheiterte man am Titelverteidiger Galatasaray Istanbul. Prepelič’ Spielanteile bei der türkischen Mannschaft hatten sich nicht wie erhofft entwickelt und waren in den Play-offs sehr eingeschränkt gewesen, weshalb man den Dreijahresvertrag in der Sommerpause wieder auflöste. Nationaltrainer Jurij Zdovc, der als Vereinstrainer eines Konkurrenten ebenfalls in der türkischen Liga arbeitete, nahm Prepelič trotzdem erstmals mit im Herrenkader zu einer Endrunde.
Bei der WM-Endrunde 2014 verlor die slowenische Auswahl in der Gruppenphase nur das abschließende Spiel gegen Litauen. Das bedeutete jedoch, dass man bereits im Viertelfinale auf den überlegenen Titelverteidiger Vereinigte Staaten traf, dem man deutlich mit 76:119 unterlag. Dies war auch das Spiel, bei dem Prepelič mit die meisten Spielanteile erhielt und bei neun Punkten Wurfausbeute in 13 Minuten Einsatzzeit immerhin ohne Fehlversuch blieb. Nach der Weltmeisterschaft kehrte Prepelič schließlich im November 2014 zum KK Union Olimpija zurück, der sich zumindest in der ABA-Liga 2014/15 auf den fünften Platz verbessert hatte und in Sichtweite der Final-Four-Plätze war. Wie ein Jahr zuvor schied man in der Zwischenrunde des Eurocup 2014/15 aus, als man alle Spiele gegen die deutschen Mannschaften Bayern München und Brose Baskets verlor und nur das Spiel bei JDA Dijon gewann. Nachdem der Verein bereits in der Vorsaison ohne Titel geblieben war, schied man am Saisonende bereits in der ersten Play-off-Runde im Viertelfinale gegen Prepelič’ frühere Mannschaft KK Helios aus. Die EM-Endrunde 2015 verlief nur wenig erfolgreicher, als man ohne NBA-Star Goran Dragić bereits im Achtelfinale gegen Lettland verlor und aus dem Turnier ausschied.
Prepelič war während der WM vereinslos gewesen und unterschrieb erst kurz vor Saisonbeginn 2015/16 einen zunächst befristeten Vertrag beim deutschen Erstligisten EWE Baskets Oldenburg als Ersatz für den verletzten Stammspielmacheer Scott Machado, der nach einem Monat schließlich bis Saisonende verlängert wurde. Er bestritt für die Niedersachsen 33 Bundesliga und kam auf einen Mittelwert von 9,9 Punkten je Begegnung, erreichte mit der Mannschaft das Bundesliga-Viertelfinale.
Ende Juni 2016 meldete der französische Erstligist Limoges CSP die Verpflichtung des Slowenen. Nach einem Spieljahr in Limoges, in dem er mit starken 15,8 Punkten je Begegnung auf sich aufmerksam machte, wechselte er innerhalb der Ligue Nationale de Basket zu den Levallois Metropolitans. Seine dort gezeigten Leistungen, mehr noch aber die Tatsache, dass Prepelič im September 2017 mit Slowenien Europameister wurde und bei dem Turnier an der Seite von Goran Dragić, Luka Dončić und Anthony Randolph mit einem Punktemittelwert von 13,8 sowie 21 Punkten im Endspiel überzeugte, brachte ihm einen Zweijahresvertrag bei Real Madrid ein. Prepelič setzte sich in Madrid nicht durch, auch wenn er mit der Mannschaft die spanische Meisterschaft sowie den Supercup gewann. Er wurde im Sommer 2019 mittels Leihabkommen an Joventut de Badalona abgegeben. Dort hatte der Slowene eine andere Stellung inne als in Madrid und führte im Spieljahr 2019/20 die Korbjägerliste der spanischen Liga mit einem Wert von 21,7 Punkten je Begegnung an.
Im Sommer 2020 sicherte sich der Valencia Basket Club die Dienste des Slowenen. Er nahm 2021 an den wegen der COVID-19-Pandemie verspätet ausgetragenen Olympischen Sommerspiele 2020 teil. Im Halbfinale gegen Frankreich wurde unmittelbar vor dem Spielschluss ein Korblegerversuch Prepeličs vom Franzosen Nicolas Batum geblockt, der damit verhinderte, dass der Slowene den Siegtreffer erzielte. Frankreich zog ins Endspiel ein, während Prepelič und die slowenischen Mannschaft hernach das Spiel um den dritten Platz bestritten, das man gegen Australien verlor.
Im Oktober 2023 wurde er von KK Cedevita Olimpija unter Vertrag genommen. Er blieb dort bis Dezember 2023, dann ging er zu Galatasaray Istanbul und spielte bis zum Ende der Saison 2023/24 für den türkischen Verein. Im Sommer 2024 unterschrieb Prepelič einen Vertrag bei der neugegründeten Mannschaft Dubai Basketball, die sich vorher der Adriatischen Basketballliga angeschlossen hatte.